# Liste des voies de Tours
Cet article recense les voies de Tours, en France.

## A
- Passage des Abeilles
- Boulevard Abel Gance
- Rue Abbé de l'Épée
- Rue Abbé l'Hermite
- Rue Abbé Simonin
- Rue Abraham Bosse
- Rue Adrien Deslondains
- Rue Albert 1er
- Rue Albert Camus
- Rue Albert Dennery
- Rue Albert Einstein
- Rue Albert Thomas
- Rue Alexander Calder
- Rue Alexander Fleming
- Rue Alexandre Dumas
- Rue Alexis de Tocqueville
- Rue Alfred de Musset
- Rue Alfred de Vigny
- Rue Alleron
- Rue Alphonse Lecompte
- Rue Ampère
- Rue Anciens d'Afrique du Nord
- Rue Anders Celsius
- Rue André Breton
- Rue André Chenier
- Rue André Duchesne
- Rue André Frey
- Avenue André Maginot
- Avenue André Malraux
- Rue André Theuriet
- Rue Appert
- Passage Archambault
- Rue Aristide Berges
- Rue Aristide Briand
- Rue Armand Rivière
- Rue Arthur Honegger
- Rue Arthur Rimbaud
- Rue Auber
- Rue Auguste Chevallier
- Rue Auguste Comte
- Rue Auguste Perret
- Rue Auguste Regnier
- Rue Avisseau

- Haut – A
- B
- C
- D
- E
- F
- G
- H
- I
- J
- K
- L
- M
- N
- O
- P
- Q
- R
- S
- T
- U
- V
- W
- X
- Y
- Z

## B
- Rue Babeuf
- Rue Baleschoux
- Rue Balzac
- Rue Baptiste Marcet
- Rue Barbes
- Rue Barillet Deschamps
- Avenue Beethoven
- Passage Bellanger
- Rue Bellanger
- Rue Bellini
- Rue Benjamin Constant
- Rue Benjamin Franklin
- Boulevard Béranger
- Rue Bergson
- Rue Berlioz
- Rue Bernard Palissy
- Rue Berthe
- Square Berthe Morisot
- Rue Berthelot
- Rue Berthier
- Rue Blaise Pascal
- Rue Blanqui
- Rue Boileau Despreaux
- Rue Bois
- Avenue du Bois Aubry
- Rue de Bordeaux
- Avenue Boris Vian
- Rue Bossuet
- Rue Bourderon
- Rue Briçonnet
- Rue Bugeaud

- Haut – A
- B
- C
- D
- E
- F
- G
- H
- I
- J
- K
- L
- M
- N
- O
- P
- Q
- R
- S
- T
- U
- V
- W
- X
- Y
- Z

## C
- Avenue Camille Chautemps
- Passage Camille Desmoulins
- Cour de Castiglione
- Avenue de Champ Chardon
- Avenue Chanoine Carlotti
- Avenue Charles Bedaux
- Rue Charles Gille
- Avenue du Château
- Rue du Cluzel
- Passage du Cœur Navré

- Haut – A
- B
- C
- D
- E
- F
- G
- H
- I
- J
- K
- L
- M
- N
- O
- P
- Q
- R
- S
- T
- U
- V
- W
- X
- Y
- Z

## D
- Avenue du Danemark
- Passage du Docteur Fournier
- Avenue Duquesne

- Haut – A
- B
- C
- D
- E
- F
- G
- H
- I
- J
- K
- L
- M
- N
- O
- P
- Q
- R
- S
- T
- U
- V
- W
- X
- Y
- Z

## E
- Avenue Édouard Michelin
- Passage Eugène Durand
- Avenue Eugène Goüin

- Haut – A
- B
- C
- D
- E
- F
- G
- H
- I
- J
- K
- L
- M
- N
- O
- P
- Q
- R
- S
- T
- U
- V
- W
- X
- Y
- Z

## F
- Avenue de Florence
- Promenade de Florence
- Passage Fraillon
- Square Francis Poulenc

- Haut – A
- B
- C
- D
- E
- F
- G
- H
- I
- J
- K
- L
- M
- N
- O
- P
- Q
- R
- S
- T
- U
- V
- W
- X
- Y
- Z

## G
- Cour Gabrielle d'Estrées
- Quai de la Gare du Canal
- Cour Général Bertrand
- Avenue du Général Estienne
- Avenue du Général de Gaulle
- Avenue du Général Niessel
- Avenue Georges Brassens
- Quai Georges Vallerey
- Avenue Georges Pompidou
- Passage George Sand
- Rue Giraudeau
- Avenue de Grammont
- Impasse de la Grandière
- Rue de la Grandière
- Passage Guillaume Bouzignac
- Avenue Gustave Eiffel

- Haut – A
- B
- C
- D
- E
- F
- G
- H
- I
- J
- K
- L
- M
- N
- O
- P
- Q
- R
- S
- T
- U
- V
- W
- X
- Y
- Z

## H
- Boulevard Heurteloup

- Haut – A
- B
- C
- D
- E
- F
- G
- H
- I
- J
- K
- L
- M
- N
- O
- P
- Q
- R
- S
- T
- U
- V
- W
- X
- Y
- Z

## J
- Passage des Jacobins
- Passage James Cane
- Passage Jean Bart
- Avenue Jean Portalis
- Square Jean-Baptiste Greuze
- Rue Jean-Jacques Noirmant
- Square Jean-Louis Forain
- Rue de Jérusalem
- Square Julien le Roy

- Haut – A
- B
- C
- D
- E
- F
- G
- H
- I
- J
- K
- L
- M
- N
- O
- P
- Q
- R
- S
- T
- U
- V
- W
- X
- Y
- Z

## L
- Passage de l'Alma
- Avenue de l'Alouette
- Cours de l'Armorial
- Avenue de l'Europe
- Passage de la Fuye
- Passage de la Moquette
- Avenue de la République
- Avenue de la Salle
- Passage de la Tonnelle
- Passage de la Tour d'Auvergne
- Avenue de la Tranchée
- Boulevard de Lattre de Tassigny
- Route des 2 Lions
- Avenue Louis Jouhanneau
- Boulevard Louis XI

- Haut – A
- B
- C
- D
- E
- F
- G
- H
- I
- J
- K
- L
- M
- N
- O
- P
- Q
- R
- S
- T
- U
- V
- W
- X
- Y
- Z

## M
- Boulevard Maeterlinck
- Avenue du Mans
- Square Mantegna
- Avenue Marc Chagall
- Avenue Marcel Dassault
- Avenue Marcel Merieux
- Square Marcel Cerdan
- Boulevard du Maréchal Juin
- Boulevard Marchant Duplessis
- Passage Margueron
- Quai de Marmoutier
- Place Meffre
- Square Mendelssohn
- Cour des Mésanges
- Avenue de Milan
- Avenue Monge
- Avenue de Montjoyeux
- Avenue Mozart

- Haut – A
- B
- C
- D
- E
- F
- G
- H
- I
- J
- K
- L
- M
- N
- O
- P
- Q
- R
- S
- T
- U
- V
- W
- X
- Y
- Z

## N
- Rue Nationale
- Rue Nericaud-Destouches

- Haut – A
- B
- C
- D
- E
- F
- G
- H
- I
- J
- K
- L
- M
- N
- O
- P
- Q
- R
- S
- T
- U
- V
- W
- X
- Y
- Z

## O
- Cour des Oiseaux

- Haut – A
- B
- C
- D
- E
- F
- G
- H
- I
- J
- K
- L
- M
- N
- O
- P
- Q
- R
- S
- T
- U
- V
- W
- X
- Y
- Z

## P
- Quai Paul Bert
- Passage Platrière
- Avenue de Pont Cher
- Quai du Pont Neuf
- Quai Port Bretagne
- Quai de Portillon
- Boulevard Preuilly
- Square Prosper Mérimée
- Avenue Proudhon

- Haut – A
- B
- C
- D
- E
- F
- G
- H
- I
- J
- K
- L
- M
- N
- O
- P
- Q
- R
- S
- T
- U
- V
- W
- X
- Y
- Z

## R
- Boulevard Richard Wagner
- Square Rodin
- Cour des 3 Rois
- Cour des Rossignols
- Avenue de Roubaix
- Boulevard Jean Royer (anciennement Boulevard Thiers)
- Square Roze
- Passage 50 Rue René de Prie

- Haut – A
- B
- C
- D
- E
- F
- G
- H
- I
- J
- K
- L
- M
- N
- O
- P
- Q
- R
- S
- T
- U
- V
- W
- X
- Y
- Z

## S
- Route de Saint-Avertin
- Avenue Saint-Lazare
- Passage Saint-Pierre
- Avenue Saint-Vincent de Paul
- Route de Savonnières
- Avenue de Sevigné
- Petite Rue Simon
- Cour du Soleil
- Square Stéphane Mallarme
- Avenue Stendhal

- Haut – A
- B
- C
- D
- E
- F
- G
- H
- I
- J
- K
- L
- M
- N
- O
- P
- Q
- R
- S
- T
- U
- V
- W
- X
- Y
- Z

## T
- Cour du Timbre
- Boulevard Tonnellé

- Haut – A
- B
- C
- D
- E
- F
- G
- H
- I
- J
- K
- L
- M
- N
- O
- P
- Q
- R
- S
- T
- U
- V
- W
- X
- Y
- Z

## V
- Cour Van Der Meersch
- Avenue Vatel
- Rue Voltaire

- Haut – A
- B
- C
- D
- E
- F
- G
- H
- I
- J
- K
- L
- M
- N
- O
- P
- Q
- R
- S
- T
- U
- V
- W
- X
- Y
- Z

## W
- Passage Walvein
- Boulevard Winston Churchill

- Haut – A
- B
- C
- D
- E
- F
- G
- H
- I
- J
- K
- L
- M
- N
- O
- P
- Q
- R
- S
- T
- U
- V
- W
- X
- Y
- Z